# Leonora Amar
Leonora Amaresco (Río de Janeiro, Brasil, 1 de marzo de 1926 – ibidem, 2 de febrero de 2014), conocida como Leonora Amar, fue una actriz brasileña. En la Época de oro del cine mexicano, participó en la película El mago (1949), junto al cómico Mario Moreno "Cantinflas".

## Trayectoria
A mediados de la década de 1940 se trasladó a México para iniciar su carrera en la actuación. Allí era conocida por la prensa como la Venus Brasileña. Interpretó papeles protagónicos en una gran cantidad de películas antes de retirarse de mundo del cine a la edad de 27 años. Su última aparición en cine ocurrió en 1953 en la película estadounidense Captain Scarlett. Estuvo casada con el actor argentino Luis Aldás.

## Filmografía seleccionada
- El mago (1949)
- Zorina (1949)
- Captain Scarlett (1953)